# Couzou
Couzou ist eine französische Gemeinde mit 96 Einwohnern (Stand: 1. Januar 2022) im Département Lot in der Region Okzitanien. Sie gehört zum Kanton Gramat und zum Arrondissement Gourdon.
Nachbargemeinden sind Rocamadour im Norden, Gramat im Osten, Le Bastit im Südosten, Carlucet im Süden und Calès im Westen.

## Bevölkerungsentwicklung
| Jahr      | 1962 | 1968 | 1975 | 1982 | 1990 | 1999 | 2008 | 2018 |
| --------- | ---- | ---- | ---- | ---- | ---- | ---- | ---- | ---- |
| Einwohner | 98   | 82   | 79   | 79   | 77   | 107  | 102  | 97   |

## Sehenswürdigkeiten
- Schloss La Pannonie, einziges Schloss im Stil des Klassizistischen Barock im Quercy, Monument historique seit 1992
- Kirche Saint-Cyr-et-Sainte-Julitte im Ortsteil La Pannonie, Monument historique seit 2012
- Moulin du Saut Cascade (Wassermühle)

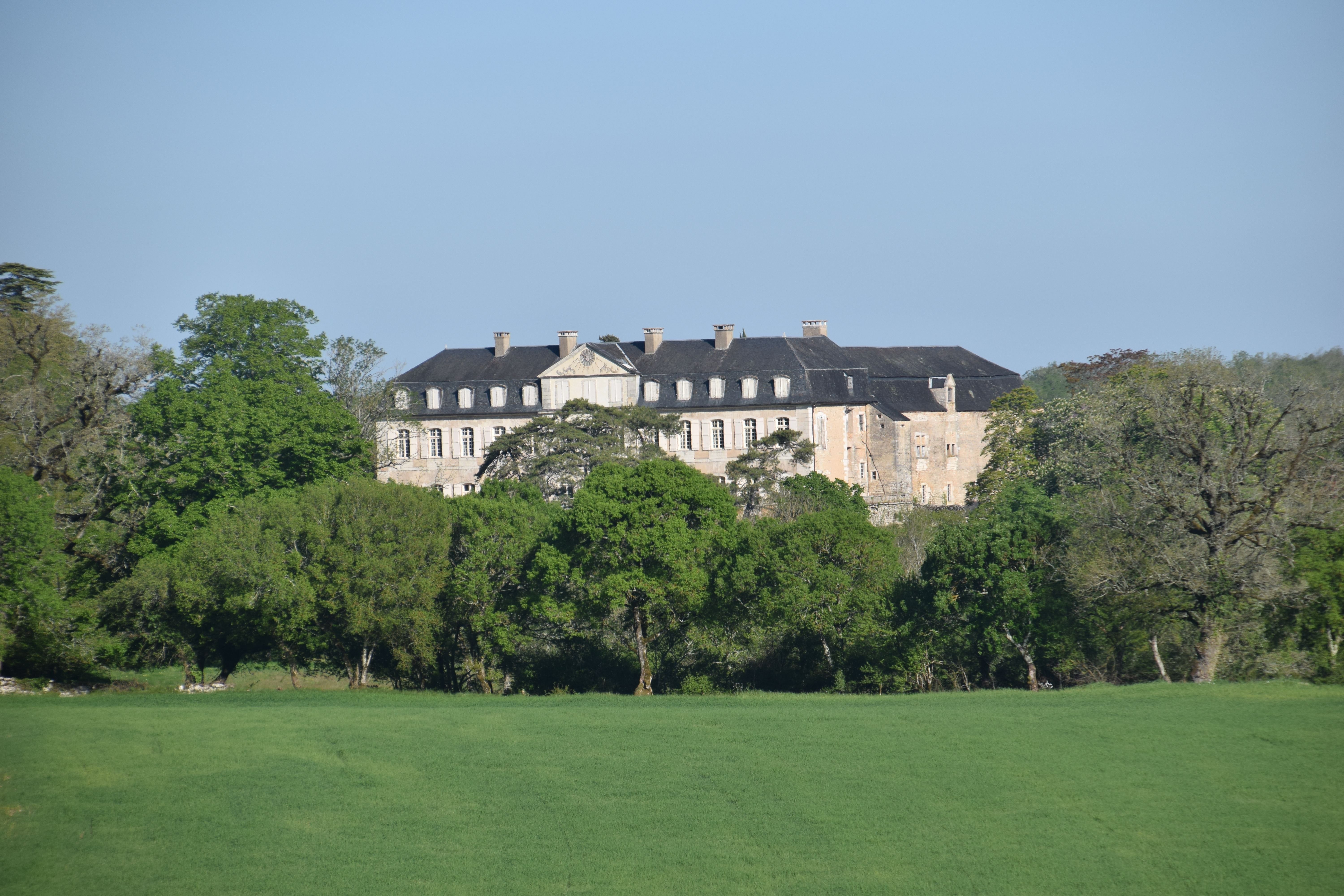
Schloss La Pannonie
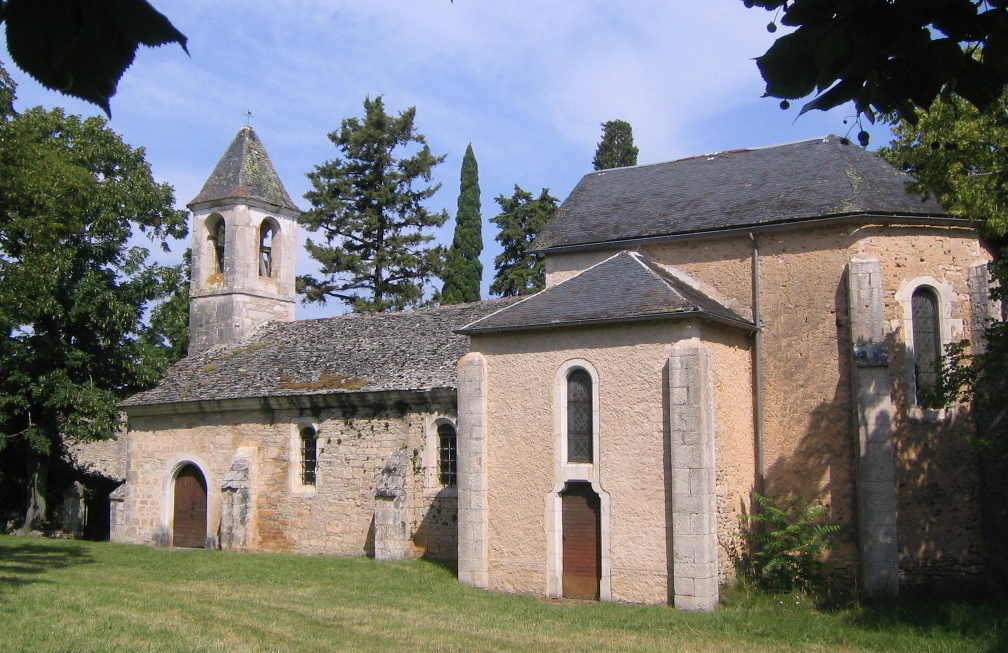
Kirche Saint-Cyr-et-Sainte-Julitte
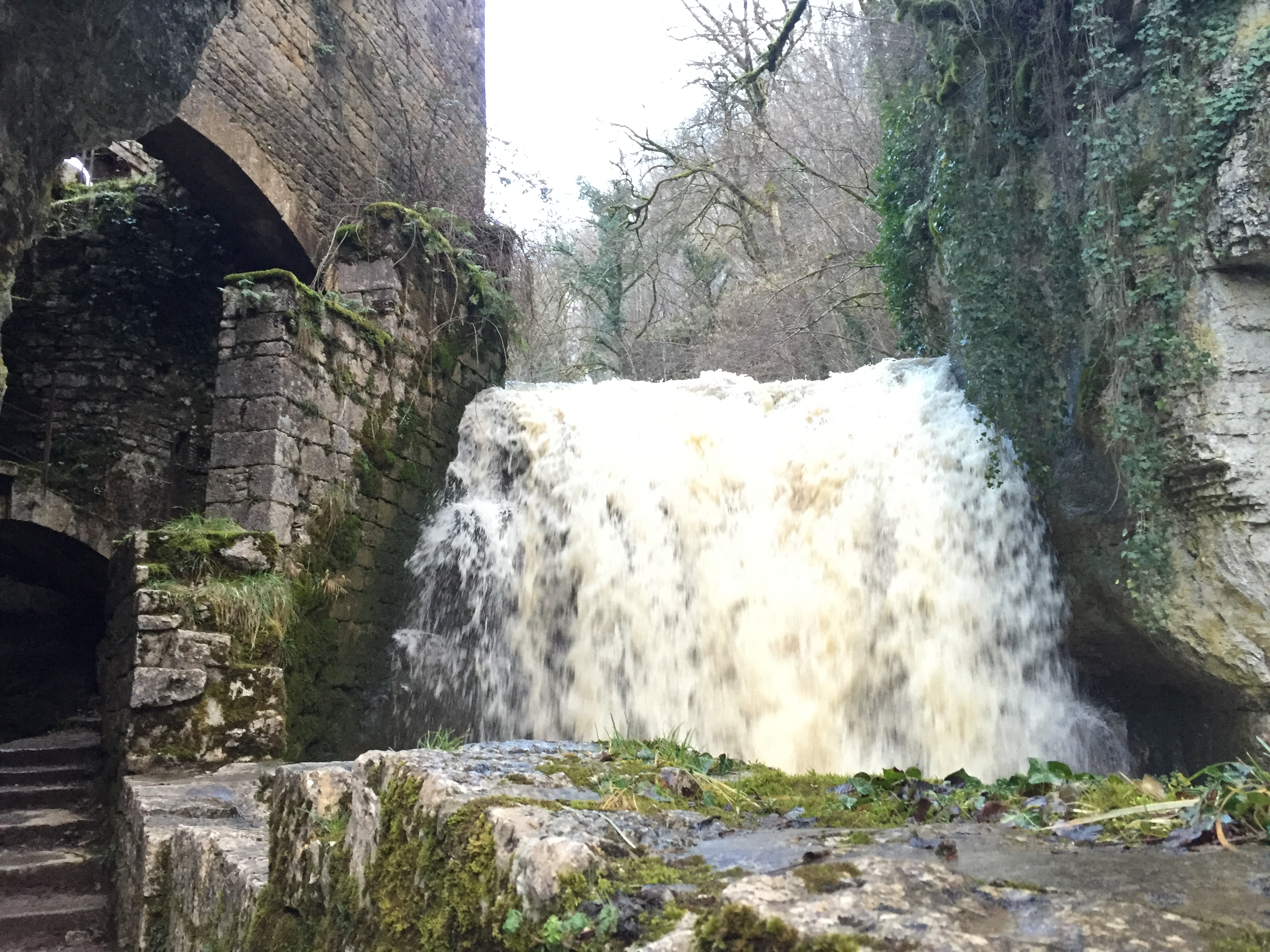
Moulin du Saut Cascade